# Alexandre Dumas fils
Alexandre Dumas fils  (Parijs, 27 juli 1824 – Marly-le-Roi, 27 november 1895) was een Franse schrijver. Hij was de onwettige zoon van de meer bekende gelijknamige vader Alexandre Dumas en Marie-Catherine Labay.
Hij werd echter in 1831 door zijn vader als wettige zoon erkend.
Zijn beroemdste werk is La Dame aux Camélias, dat later vele malen verfilmd werd en Verdi inspireerde bij het componeren van diens opera La traviata. In 1874 werd hij lid van de Académie française.
Hij ligt begraven op het Cimetière de Montmartre in Parijs.